# Краснов, Кирилл Сергеевич
Кирилл Сергеевич Краснов (1903—1973) — железнодорожник, Герой Социалистического Труда (1943).

## Биография
Кирилл Краснов родился 27 марта 1903 года в деревне Ново-Вергелевка (ныне — Луганская область Украины). С четырнадцатилетнего возраста работал на железной дороге, был ремонтным рабочим, грузчиком топливного склада. С 1929 года был составителем поездов. В годы Кривоносовского движения он явился одним из инициаторов ускорения формирования железнодорожных составов, предложив спускать с горки вагоны маневровым паровозом, после чего эти вагоны по инерции направлялись на путь формирования новых составов. В ночь с 6 на 7 октября 1935 года он, несмотря на то, что был свободен от дежурства, сформировал четыре поезда, затратив на два по 5 минут и ещё на 2 — по 10 минут. За декаду бригада Краснова сформировала 32 маршрута. Этот почин распространился по всем железным дорогам СССР.
С 1938 года Краснов руководил станцией Дебальцево. Окончил Центральные курсы НКПС СССР, после чего работал старшим помощником начальника станции «Купянск-Сортировочная». В годы Великой Отечественной войны он был инициатором ускорения формирования поездов путём одновременной разборки-сборки с головной и хвостовой частей. С октября 1941 года работал на железных дорогах Урала. После освобождения Купянска он вернулся к своему прежнему месту работы. При его активном участии станция была восстановлена и начала пропускать военные эшелоны.
Указом Президиума Верховного Совета СССР от 5 ноября 1943 года за «особые заслуги в обеспечении перевозок для фронта и народного хозяйства и выдающиеся достижения в восстановлении железнодорожного хозяйства в трудных условиях военного времени» Кирилл Краснов был удостоен высокого звания Героя Социалистического Труда с вручением ордена Ленина и медали «Серп и Молот» за номером 127.
После войны Краснов продолжал работать на железной дороге. С мая 1963 года — на пенсии. Проживал в Купянске. Умер 8 июня 1973 года.
Дважды Почётный железнодорожник. Был награждён двумя орденами Ленина, орденом «Знак Почёта», рядом медалей.